# Carlin Motorsport
A Carlin (anteriormente conhecida como Carlin Motorsport) foi uma equipe britânica de automobilismo com sede em Farnham, Reino Unido, foi fundada em 1996 por Trevor Carlin e Martin Stone. Em 2023, a Rodin Cars, com sede na Nova Zelândia, se tornou o acionista majoritário, após um investimento do fundador David Dicker, e a equipe foi renomeada para Rodin Carlin. Após a família Carlin se retirar da equipe, com a Rodin assumindo a propriedade total, ela foi transformada na Rodin Motorsport em janeiro de 2024.
A equipe durante sua história competiu no Porsche Supercup, Nissan World Series, Fórmula BMW UK, World Series by Renault, Fórmula 3 Euro Series Campeonato Britânico de Fórmula 3, Campeonato Europeu de Fórmula 3, GP3 Series, GP2 Series, Campeonato Europeu de Fórmula 3 da FIA, Indy Lights, IndyCar Series, European Le Mans Series, Eurofórmula Open, Campeonato de Fórmula 2 da FIA, Campeonato de Fórmula 3 da FIA, Campeonato GB3, F1 Academy, Campeonato Britânico de F4, Campeonato Espanhol de F4, Campeonato dos Emirados Árabes Unidos de Fórmula 4 e ESkootr Championship. A Carlin também competiu na extinta A1 Grand Prix para as equipes do Líbano e Portugal.

## História

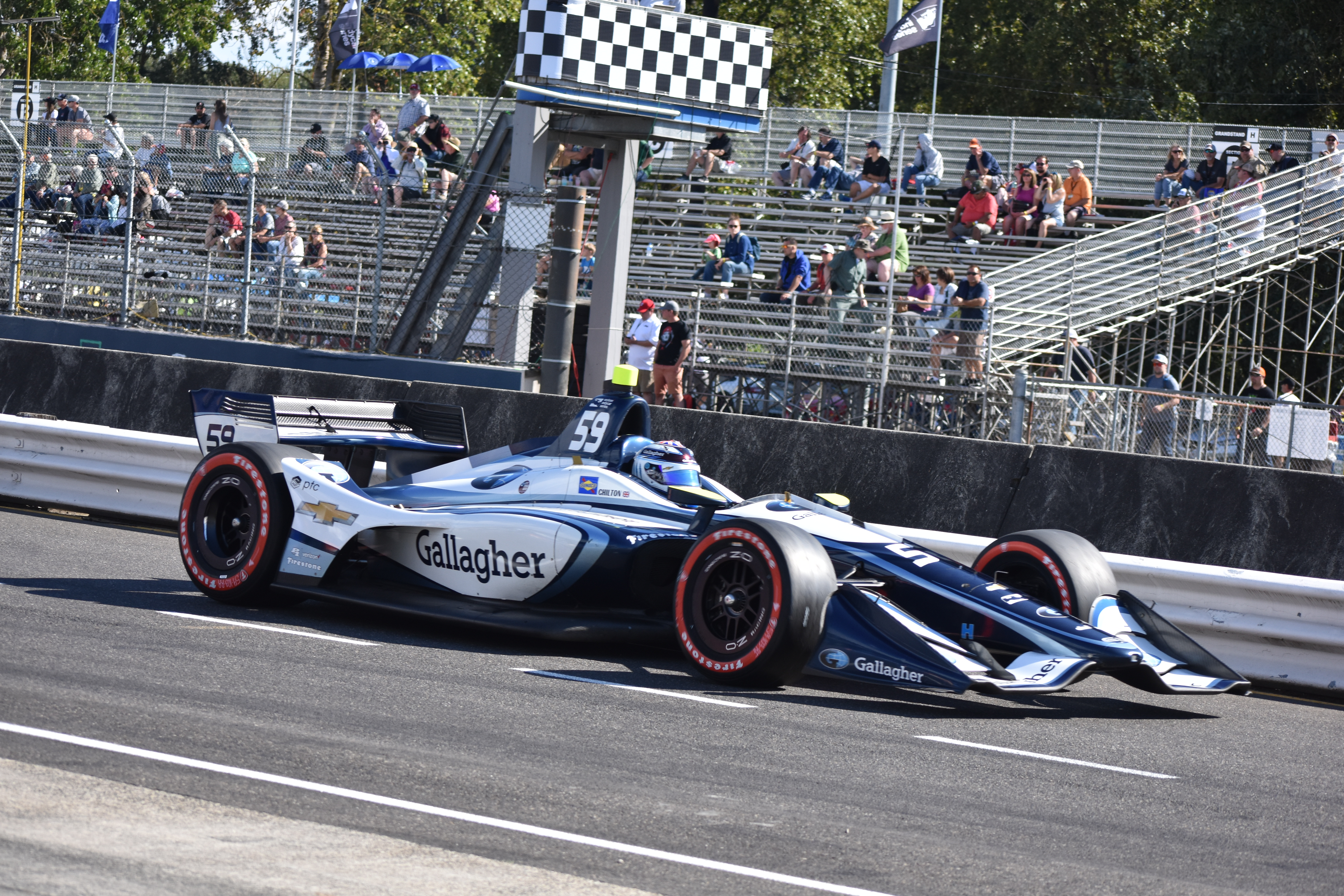
Carro da Carlin na IndyCar Series.

A escuderia foi criada primeiro para servir à equipe Williams nos pits da temporada 1996, mas foi somente em 1999 que a Carlin participa pela primeira vez como equipe em uma competição, na Fórmula 3 britânica com o piloto indiano Narain Karthikeyan.
Para a temporada 2006 da World Series by Renault contratam os pilotos Mikhail Aleshin, Adrian Zaugg e Sebastian Vettel que conquistaram um total de uma vitória e 121 pontos deixando a Carlin Motorsport no quarto lugar da tabela de construtores. Na temporada 2007 renova com Aleshin e Vettel.
Em abril de 2006, Trevor Carlin confirma que é provável que a equipe ingresse na Fórmula 1 para disputar a temporada 2008, mas o projeto é rejeitado a favor da equipe Prodrive. Em 2006, também anunciam que poderiam correr na GP2 Series junto à equipe David Price Racing (DPR) na temporada 2007, mas não se concretizou o acordo entre as escuderias.
Em 2017, venceram a Indy Freedom 100 no Indianapolis Motor Speedway com o piloto gaúcho Matheus Leist.